# Sasaki Takayuki
En aquest nom japonès, el cognom és Sasaki.
El Marquès Sasaki Takayuki (佐々木高行, 26 de novembre de 1830 - 3 de març de 1910) fou un buròcrata japonès, ministre i funcionari de la cort a finals del període Meiji.

## Biografia
Sasaki va néixer en una família de classe samurai al Districte d'Agawa, Domini de Tosa (a l'actual ciutat de Kōchi, Prefectura de Kōchi). Va servir al Clan Yamauchi en diversos llocs importants, incloent Kori-bugyō (magistrat) i ōmetsuke (inspector). També va recolzar Sakamoto Ryoma al moviment Taisei Hokan per restaurar el poder polític a l'Emperador del Japó a costa del shogunat Tokugawa. Durant la Guerra Boshin, va comandar el Kaientai, un grup paramilitar de joves samurais de Tosa, i va ocupar les seus dels Nagasaki bugyō (magistrat del shogunat) a Nagasaki.
Després de la Restauració Meiji, Sasaki va servir al Govern Meiji com a sangi (conseller) i Taifu (viceministre) del Ministeri de Justícia. En 1871, Sasaki va ser seleccionat per ser un membre de la Missió Iwakura, i va viatjar per tot el món. Al seu retorn, es va trobar que molts dels seus compatriotes havien deixat el govern pel debat Seikanron, però, Sasaki va decidir romandre al Genrōin com a membre actiu del nou govern.
Durant la Rebel·lió de Satsuma, Sasaki va ser enviat al seu Kōchi natiu per assegurar-se que la rebel·lió no s'estengués als ex-samurais descontents de Shikoku. Per aquests esforços, es va guanyar la confiança profunda de l'Emperador Meiji i va ser designat com a conseller privat, i com un dels camarlencs de l'Emperador Meiji i confident proper. El 1884, va ser elevat al títol de comte (hakushaku) dins el sistema de noblesa kazoku.
Sasaki tard va ser seleccionat per ser un dels professors que participaren en l'educació del príncep hereu Haru (el futur Emperador Taisho), així com en la de les filles de l'emperador Meiji, princeses Masako i Fusako.
En els seus últims anys, Sasaki era conegut per les seves opinions polítiques conservadores. Va tenir un paper decisiu en la creació del Jingi-kan, l'òrgan de govern al capdavant del la religió sintoista estatal. Es va associar també amb Shigeki Nishimura per introduir l'educació patriòtica i el culte imperial en el sistema educatiu. Va ser un dels fundadors de la Kogaku-in (més tard Universitat de Kokugakuin). En 1909, rebé el títol de marquès (kōshaku). Va morir el 1910 i la seva tomba es troba al Cementiri d'Aoyama a Tòquio.